# المجمع المغلق أكتوبر 1503
المجمع المغلق أكتوبر 1503 هو المجمع الموكول بانتخاب بابا الكنيسة الكاثوليكية الجديد بعد استقالة البابا. انعقد مجمع الكرادلة لانتخاب البابا الجديد بدءًا من
31 أكتوبر 1503 وانتهى في 1 نوفمبر 1503. انتُخبَ يوليوس الثاني ليكون البابا الجديد للكنيسة.
عُقدَ المجمع في الفاتيكان في 1503.